# Ciudad Alta
El distrito Ciudad Alta  es uno de los cinco distritos en los que se divide el municipio de Las Palmas de Gran Canaria en la isla de Gran Canaria, Islas Canarias (España).

## Barrios
El Distrito Ciudad Alta está compuesto por los barrios de: Escaleritas, Barrio Atlántico - La Feria, Schamann, Las Chumbreras, Las Rehoyas, Las Torres, Siete Palmas, La Minilla (un sector), Polígono Residencial Cruz de Piedra, Cuevas Torres, Urbanización Sansofé, Barranquillo Don Zoilo, San Antonio (y diseminado), El Polvorín, Los Tarahales (un sector), El Pilar y El Cardón -Urbanización Díaz Casanova.
Zonas industriales: Díaz Casanova (El Cardón), Lomo Blanco (Las Torres),  y en el barrio de Escaleritas quedan algunas industrias.

## Edificios y lugares de interés
- Estadio de Gran Canaria
- Gran Canaria Arena
- Iglesia de Nuestra Señora de los Dolores de Schamann
- Institución Ferial de Canarias